# NGC 6969
NGC 6969 is een spiraalvormig sterrenstelsel in het sterrenbeeld Dolfijn. Het hemelobject werd op 15 augustus 1863 ontdekt door de Duitse astronoom Albert Marth.

## 14 Delphini
Het stelsel NGC 6969 bevindt zich, vanaf de aarde gezien, iets minder dan een halve graad ten westzuidwesten van de ster 14 Delphini. Amateurastronomen kunnen 14 Delphini aanwenden als gidsster om het stelsel NGC 6969 op te zoeken.

## Synoniemen
- UGC 11633
- MCG 1-53-1
- ZWG 400.2
- KARA 889
- PGC 65425